# ウィンストン郡 (ミシシッピ州)
ウィンストン郡（英: Winston County）は、アメリカ合衆国ミシシッピ州の中央部に位置する郡である。2010年国勢調査での人口は19,188人であり、2000年の20,160人から4.8%減少した。郡庁所在地はルイスビル市（人口6,631人）であり、同郡で人口最大の都市でもある。郡名は、民兵隊の大佐、著名な弁護士、ミシシッピ州最高裁判所の判事だったルイス・ウィンストン（1784年-1824年）に因んで名付けられた。
ウッドランド期の西暦1年から300年頃に作られたマウンドである「ナニー・ワイヤ」が郡内にある。17世紀以降この地に住んでいたチョクトー族インディアンに崇められてきた。2008年以降は連邦政府に認定されているチョクトー族ミシシッピ・バンドが所有している。

## 地理
アメリカ合衆国国勢調査局に拠れば、郡域全面積は610.11平方マイル (1,580.2 km2)であり、このうち陸地606.97平方マイル (1,572.0 km2)、水域は3.14平方マイル (8.1 km2)で水域率は0.51%である。

### 主要高規格道路
- ミシシッピ州道14号線
- ミシシッピ州道15号線
- ミシシッピ州道19号線
- ミシシッピ州道25号線

### 隣接する郡
- オクティベハ郡 - 北
- ノクサビー郡 - 東
- ケンパー郡 - 南東
- ネショバ郡 - 南
- アタラ郡 - 西
- チョクトー郡 - 北西

### 国立保護地域
- トンビッグビー国立の森（部分）

## 人口動態

人口ピラミッド

以下は2000年の国勢調査による人口統計データである。
| 基礎データ - 人口: 20,160人 - 世帯数: 7,578 世帯 - 家族数: 5,471 家族 - 人口密度: 13人/km2（33人/mi2） - 住居数: 8,472軒 - 住居密度: 5軒/km2（14軒/mi2） 人種別人口構成 - 白人: 55.26% - アフリカン・アメリカン: 43.25% - ネイティブ・アメリカン: 0.66% - アジア人: 0.08% - その他の人種: 0.28% - 混血: 0.46% - ヒスパニック・ラテン系: 1.21% | 年齢別人口構成 - 18歳未満: 26.8% - 18-24歳: 9.2% - 25-44歳: 26.1% - 45-64歳: 22.5% - 65歳以上: 15.5% - 年齢の中央値: 36歳 - 性比（女性100人あたり男性の人口） - 総人口: 93.7 - 18歳以上: 88.3 世帯と家族（対世帯数） - 18歳未満の子供がいる: 33.5% - 結婚・同居している夫婦: 49.9% - 未婚・離婚・死別女性が世帯主: 18.1% - 非家族世帯: 27.8% - 単身世帯: 25.2% - 65歳以上の老人1人暮らし: 12.5% - 平均構成人数 - 世帯: 2.59人 - 家族: 3.09人 | 収入と家計 - 収入の中央値 - 世帯: 28,256米ドル - 家族: 33,602米ドル - 性別 - 男性: 28,665米ドル - 女性: 18,210米ドル - 人口1人あたり収入: 14,548米ドル - 貧困線以下 - 対人口: 23.7% - 対家族数: 19.4% - 18歳未満: 32.9% - 65歳以上: 18.9% |

## 都市と町

### 都市
- ルイスビル - 郡庁所在地

### 町
- ノクサペイター

### 未編入の町
- ハイポイント
- バーノン